# Pointe de Lamet
Pointe de Lamet – szczyt w Alpach Graickich, części Alp Zachodnich. Leży na granicy między Francją (region Owernia-Rodan-Alpy a Włochami (region Piemont). Należy do masywu Alpi di Lanzo e dell’Alta Moriana.